# Zoro (groupe)
ZORO est un groupe japonais de J-rock.

## Membres
- Ryuuji (龍寺?), chant.
- Tatsuhi (タイゾ?), basse.

### Ancien membre
- Yuuya (結良?), batterie.
- Taizo (靖乃?), guitare.

## Discographie

### Albums
- 2007: Apollo
- 2008: COSMO -Stainless Music-
- 2009: Core
- 2010: KIGA

### Singles
- 2008: Lost Technology
- 2009: Playear
- 2009: NISHIKI
- 2010: GOLD CARD
- 2010: HOUSE・OF・MADPEAK
- 2011: POLICE
- 2012: Baraniku
- 2012: HOWL
- 2013: NightRider
- 2013: Pest